# MODERN TIMES (PUNPEEのアルバム)
『MODERN TIMES』（モダンタイムズ）は、2017年10月4日にSUMMITレーベルより発売されたPUNPEEのファースト・アルバム。MIX CDを含めれば前作『MOVIE ON THE SUNDAY』から5年振りであり、初のオリジナルアルバムである。「2057年の自身が40年前に発表した初作を振り返る回想録」の形をとったコンセプトアルバムとなっている。

## 制作の背景
PUNPEEによると、2015年末に加山雄三と楽曲「お嫁においで2015 (feat. PUNPEE)」でコラボしたり、2016年12月には長年ファンであることを公言してきた宇多田ヒカルのネットイベント「30代はほどほど。」に出演するなどしたことが、本アルバムを制作する大きなきっかけになったという。インタビューでは、「自分の中では大きな人たちだったし、とりあえず誰かとやるのはもういいかなって。それで 、自分のやりたいことをやりたいと思うようになりました。」と制作の経緯について述べている。収録曲「Lonely Man」の歌詞にあるとおり、宇多田との共演後は「自分の中で〈一番会いたい人に会っちゃった〉みたいなのがあって、そっから腑抜けになっちゃった」といい、アルバムの制作に本腰を入れるまでのきっかけを見つけるまでが辛かったという。しかしそんな中、「おじいさんが昔話をして始まる」というアイデア (リードナンバー「2057」) が浮かんだことが突破口となり、後は自由に歌ったりしてすんなり作ることができたと述べている。
またPUNPEEによると、本作がコンセプチュアルな作風になった背景には、「もちろんただイイ感じの曲を入れてもアルバムになるんだけど、自分はアルバム世代なんで、1曲単位で聴くものっていうよりは、何か意味があるというか……ちゃんとアルバムで言いたいことがひとつあったほうが良いな」という思いがあったという。アルバムタイトルは、チャップリンの映画「モダン・タイムス」からとられている。PUNPEEはこれを「バッチリ合うタイトル」としており、「社会風刺まではいかないですけど、いまの時代に対するフラストレーションみたいなものが最終的には自然とパッケージされちゃいましたね。」と述べている。

## アートワーク
ジャケットのアートワークはSam Gilbeyが手掛けた。随所随所でアメコミやSF映画の引用がなされており、例えばジャケット中央の車は、PUNPEE自身の愛車ビートルに映画「バック・トゥ・ザ・フューチャー」のデロリアンの次元転送装置"フラックス・キャパシター"を積んだタイムマシンだという。これは、「タイムマシーンにのって」のMVや、「MODERN TIMES -Commentary-」のジャケットに設計図として登場している。なお、ジャケット裏面にいる亀は彼の実家で25年間飼ってる亀である。
また、ブックレットにイースターエッグとして7つのチェックボックスが描かれているところから、この曲には7つの謎が仕込まれていると言われている。PUNPEE自身は全部の謎を解いたら「限定音源についてラップした「限定音源」っていう曲をあげる（ネットにあげずに言ったら）」と語っている。

## 受賞とノミネート
| 年                       | 音楽賞                         | 結果                     | 出典                     |
| アルバム『MODERN TIMES』 | アルバム『MODERN TIMES』       | アルバム『MODERN TIMES』 | アルバム『MODERN TIMES』 |
| ------------------------ | ------------------------------ | ------------------------ | ------------------------ |
| 2018年                   | 第10回CDショップ大賞           | 準大賞                   | [ 7 ]                    |
| PUNPEE                   |                                |                          |                          |
| 2018年                   | SPACE SHOWER MUSIC AWARDS 2018 | BEST HIP HOP ARTIST      | [ 8 ]                    |

## 収録曲
1. 2057
麻生智久演じる[9]、40年後の年老いたPUNPEEが昔語りをはじめるというもの。
アルバムの発売を待たせていた状況で、｢クラシックっぽいのが求められてるくさい!!!!｣と感じ焦っていたところから、｢未来の俺にこのアルバムを"クラシック"と言ってもらえばクラシックになるんじゃね？｣と考えたため、このようなアルバムの導入となった[2]。
2. Lonely Man
Nottzによるトラック。
数年前、HARLEMで遊んでいる時酔ってしまい記憶をなくし、全く知らない工場の踊り場で寝ていた体験が始まる。これは、老人となった自分が前曲で壮大に語っていることと現実の対比でもある。自虐や憧れていた宇多田ヒカルとの共演などについてがリリックの中に入っている。
3. Happy Meal
DJ MAYAKUによるトラック。
ミュージックビデオが制作されており、「DEMODE DINER」という福生のアメリカ料理屋やレンタルCDショップ「ジャニス」、オープニングテーマを提供している「水曜日のダウンタウン」のセットで撮影されている[10]。
4. 宇宙に行く
PUNPEE曰く『「2001年宇宙の旅」のモノリス的な曲』。
現実世界でのTwitterやスキャンダルにあふれる世界の否定から宇宙へ行くも、最終的に「インターステラー」のよう異空間に到達し自分に戻り、創作に対する肯定である次曲「Renaissance」に繋がる[2]。
5. Renaissance
本作で数少ない既出曲の一つ。「MOVIE ON THE SUNDAY」にて「Renaissance feat. Sugbabe」として収録されている。
6. Scenario (Film)
A$AP P on the Boardsによるトラック。ウワモノはNatsuhiko Muraokaが弾き直したもの。
PUNPEE曰く「女性が好きそうな曲」。
7. Interval
いわゆるスキット。
8. Pride
Nottzによるトラック。
客演はISSUGI。前曲の「彼」のことである[11]。
9. P.U.N.P. (Communication)
Rascalによるトラック。ステレオタイプのラッパーを意識した楽曲。
10. Stray Bullets
客演は5lackとGAPPER。この3人はPSGのメンバーでもある。
無機質でありながらグルーヴがあるところからPSGっぽいと感じ、二人を客演することを意識していた[12]。
11. Rain (Freestyle)
本当に雨が降っている時に制作した。後にフックで共に歌っている女性が妻である秋元才加と分かった[5]。
12. 夢のつづき
客演は原島”ど真ん中”宙芳。二人はDJユニット「板橋兄弟」を結成している。
リリックの中のゴゴニャンタとは、音楽・映画ブログ『すばらしくてNICE CHOICE』の管理人のことである。
13. タイムマシーンにのって
アルバム制作の過程で最後にできた曲。「ここらシーンは俺がもらったぜ」[13]｢こんな感じでやる気なく歌ってるけど、ここから俺は頑張るぞ」[2]といった曲が元々あったものの、「もっと俺っぽい曲あるはずだ」と思い、この曲ができた。
ミュージックビデオが制作されている。Ghetto Hollywoodが監督、ODDJOB Inc.がアニメーション、TSUNEがイラストを担当した。また、このミュージックビデオ制作のために、ジャケット中央の車のプロップを作った[14]。
14. Bitch Planet
客演はRAU DEF。
彼はこのアルバムで唯一「絶対入れてくれ!」と言っており、「いや、バランスもあるし」と言っていたものの断れない自分もいて、「ああ、断れない俺を表現してんのはRAU DEFだな」と思い客演。「最後に図々しく来る感じ役割」として登場[12]。
15. Oldies
「良い未来になってほしい」という曲[15]。
16. Hero
本作で数少ない既出曲の一つ。2015年のラジオ似て初披露。
このアルバムのエンディングテーマを担う曲。PUNPEE曰く「ボーナストラック的な曲」。

## MODERN TIMES -Commentary-
PUNPEE自身が「MODERN TIMES」を解説するコメンタリーアルバム。2018年3月9日に配信開始した。
SUMMIT主宰のラジオ番組「SUMMMITimes」として制作。ライブ限定で数量限定のCD版も販売。

### 収録曲
1. 2057 -Commentary-
2. Lovely Man -Commentary-
3. Happy Meal -Commentary-
4. 宇宙に行く -Commentary-
5. Renaissance -Commentary-
6. Scenario (Film) -Commentary-
7. Interval -Commentary-
8. Pride -Commentary-
9. P.U.N.P. (Communication) -Commentary-
10. Stray Bullets -Commentary-
11. Rain (Freestyle) -Commentary-
12. 夢のつづき -Commentary-
13. タイムマシーンにのって -Commentary-
14. Bitch Planet -Commentary-
15. Oldies -Commentary-
16. Hero -Commentary-